# Logic Pro
Logic Pro is een programma voor digitale audiomontage, MIDI-sequencing en muzieknotatie voor het besturingssysteem macOS van het Amerikaanse computerbedrijf Apple. Het programma werd oorspronkelijk ontwikkeld door het Duitse softwarebedrijf Emagic maar werd gekocht door Apple in 2002. Tot 8 december 2011 was het programma onderdeel van het Logic Studio-pakket. Sindsdien is het programma los verkrijgbaar in de Mac App Store.

## Geschiedenis

### Creator en Notator
In de tweede helft van de jaren 80 van de 20e eeuw ontwikkelden Gerhard Lengeling en Chris Adam, die in dienst waren bij C-Lab, een MIDI-sequencer voor de Atari ST genaamd Creator. Nadat een functionaliteit voor muzieknotatie werd toegevoegd werd de naam veranderd naar Notator, later zelfs nog Notator SL genoemd.
De meeste sequencers in deze periode waren gebaseerd op een lineaire set van nummers. Notator werkte echter met een patroon-gebaseerd systeem, waarbij nummers uit maximaal 16 patronen bestaan. Van deze patronen kunnen er vier patronen tegelijkertijd worden afgepeeld, dit was ook het geval bij hardware-sequencers uit dezelfde periode.

### Logic
De programmeurs verlieten C-Lab om Emagic op te richten. In 1993 werd Notator Logic uitgebracht. Het programma bevatte veel functies, maar was niet te vergelijken met hun vorige programma en werd dus niet veel gebruikt. Later werd Notator uit de naam verwijderd. Versies voor Mac OS en Windows kwamen beschikbaar met verbeteringen op het gebied van audioverwerking. Hierdoor groeide de populariteit van het programma weer.
In 2002 nam Apple het bedrijf Emagic over. Hierdoor kwam de Windows-versie te vervallen, die nog in gebruik was bij 70.000 gebruikers die niet wilden investeren in een nieuw systeem. Het is niet bekend hoeveel gebruikers zijn gestopt met het gebruik van Logic na de overname van Apple.

## Versiegeschiedenis

### Logic 5
Logic 5 bevatte verschillende verbeteringen in de werkomgeving, ook de comptabiliteit werd verbeterd. Logic 5.5.1 is de laatste versie die voor Windows werd uitgegeven. Logic 6 en versies daarna zijn alleen beschikbaar voor Apple Macintosh.

### Logic 6
Logic 6 voegde ondersteuning toe voor losse pakketten die integratie hebben met de speciaal ontwikkelde add-ons van Logic. Ook het programma WaveBurner werd meegeleverd.

### Logic Pro 6
Logic Pro 6 werd in maart 2004 door Apple uitgegeven. Het programma is een combinatie van 20 door Emagic ontwikkelde programma's. Ook een versimpelde versie genaamd Logic Express werd uitgebracht, welke de opvolger werd van Logic Silver en Logic Gold.

### Logic Pro 7
Logic Pro 7 werd uitgebracht op 29 september 2004. Het uiterlijk van het programma werd aangepast om het er meer als een Apple-product uit te laten zien. Nieuw in deze versie was onder andere een functie om de kracht van meerdere computers die in een netwerk zitten te gebruiken. Ook een simulator van een gitaarversterker, een drumsequencer, 70 effecten en 34 plug-ins werden toegevoegd. Versie 7 was is laatste versie waarin het oude bestandsformaat kan worden geopend, en fungeert dus als 'brug' om oude songs te converteren naar nieuwe versies van Logic Pro.

### Logic Pro 8
Op 12 september 2007 kwam Logic Studio uit, een verzamelpakket met onder andere Logic Pro 8. Logic Pro Express bleef wel los verkrijgbaar.

### Logic Pro 9
Op 23 juli 2009 werd Logic Pro 9 aangekondigd. Een nieuwe functie genaamd Flex Time werd toegevoegd, hiermee kan de timing en het tempo van de opnamen worden aangepast. Ook nieuwe gitaarverstekers en nieuwe mogelijkheden op het gebied van audiobewerking waren aanwezig. Versie 9.1 kwam uit op 12 januari 2010, deze voegde een 64-bit modus toe waarmee de applicatie meer geheugen kon gebruiken dan voorheen. 32-bit plug-ins werden nog wel ondersteund, deze werden in een losse omgeving geladen.
Sinds 9 december 2011 is Logic Studio, waarvan Logic Pro onderdeel was, niet meer verkrijgbaar op dvd. Logic Pro werd op dezelfde dag beschikbaar gemaakt in de Mac App Store, waar hij voor een verlaagde prijs verkrijgbaar is.

### Logic Pro X
Logic Pro X kwam op 16 juli 2013 beschikbaar in de Mac App Store. Het ontwerp van de applicatie is geïnspireerd door Final Cut Pro X. Nieuwe functies zoals een virtuele drummer, Flex Pitch (waarmee gebruikers de toonhoogte van audio-opnamen makkelijk kunnen aanpassen) en opnieuw ontworpen keyboards en synthesizers werden toegevoegd. Ook een app voor de iPad werd op dezelfde dag geïntroduceerd, met Logic Remote kunnen gebruikers de basisfuncties van Logic Pro bedienen via de iPad. Deze versie van Logic Pro ondersteunt geen 32-bit plug-ins meer, ook de 32-bit modus is niet meer beschikbaar.